# L'ultima lezione (Randy Pausch)
L'ultima lezione (sottotitolo La vita spiegata da un uomo che muore, in originale The Last Lecture) è un libro scritto da Randy Pausch in collaborazione con Jeffrey Zaslow, nato da una lezione tenuta nel settembre 2007 da Pausch, dal titolo Really Achieving Your Childhood Dreams (Realizzare davvero i sogni dell'infanzia).

## Discorso
L'ultima lezione è il libro che Pausch, un informatico della Carnegie Mellon University di Pittsburgh, ha scritto per raccontare tutte le cose che voleva che i suoi figli avrebbero dovuto sapere dopo la sua morte, dato che aveva ricevuto la notizia che avrebbe avuto pochi mesi di vita a causa di un cancro al pancreas. Egli racconta storie della sua infanzia, molte lezioni che vuole che i suoi figli imparino e che sappiano riguardo alla vita e riguardo a lui stesso.

## Accoglienza
Il libro è stato un best seller nel 2008, anno in cui è stato pubblicato dalla Disney Hyperion.

## Edizioni
- L'ultima lezione, di Randy Pausch e Jeffrey Zaslow, ed. Rizzoli, 2008